# 全面封鎖
是一部2017年美國的反恐電影，由導演麥可·艾普特執導，編劇是彼得·奥布莱恩。故事是關於有心理陰影在休養中的女探員，如何找出情報局裡的內鬼，阻止倫敦遭恐怖炸彈攻擊。演員包括劳米·拉佩斯、奥兰多·布鲁姆、迈克尔·道格拉斯、約翰·馬克維奇和東妮·克莉蒂。 

## 劇情
艾莉絲·瑞辛（歐蜜·瑞佩斯飾）因為上次任務失敗，造成無辜民眾喪命而產生心理陰影，目前調離外勤職務。某天，艾莉絲·瑞辛在路邊突然接到"上級"的解密命令，要求她前往審訊一名恐怖份子嫌疑人，這名嫌疑人是恐怖組織的傳訊人，疑似握有啟動恐攻的指令，艾莉絲·瑞辛用各種方法，終於讓對方願意透漏部分情報，審訊幾乎大功告成，她卻突然接到電話，竟然是中情局局內打給她，要求她前去解密，原來她被騙了。意識到現在要求她交出跟指令碼是恐怖分子，她與對方大打出手，最後利用機智逃離。恐怖分子為何清楚中情局的內部聯繫密碼呢？，她懷疑中情局內部有叛徒。她慌忙到她的上司埃里克·拉奇（邁克爾·道格拉斯飾演）的 家裡，卻又遇到恐怖分子襲擊，埃里克·拉奇喪命，臨死前給她一間公寓的鑰匙。因為一連串的誤會，中情局認為艾莉絲涉嫌重大，疑似與恐怖分子勾結。
她前往埃里克·拉奇的公寓，公寓卻有被入侵的跡象，讓她很緊張，她帶著戒備進去房間，制伏恐怖分子，發現只是個闖空門的小偷，她把小偷捆起來，然後又接到中情局的電話。詢問艾莉絲到底發生什麼事了？艾莉絲發現這整件事請只是個局，她被陷害了，艾莉絲不敢把密碼交給中情局，而中情局認為艾莉絲已背叛國家，打算逮捕她，在打電話的同時一邊追蹤艾莉絲的位置，讓警察去逮捕她，她在洗衣間與警察大打出手，最後被電擊槍打中。小偷突然出手制伏兩個警察救了艾莉絲。這名小偷叫傑克·阿爾科特（奥兰多·布鲁姆飾）是名退伍軍人。他利用分機聽到了雙方的電話，表示打算幫助艾莉絲阻止恐攻。艾莉絲不同意，兩人上屋頂爭吵，艾莉絲甚至拿槍威脅傑克·阿爾科特，不過最後還是同意傑克·阿爾科特的幫忙。
兩人開車前找精神領袖，精神領袖藏身在一家餐廳裡，艾莉絲與精神領袖深談後才發現，原來精神領袖並沒有下令恐怖攻擊。有人試圖從中間改變這次行動的指令。
在過程中，艾莉絲突然發現傑克·阿爾科特說的話前後矛盾，沒有人會記錯自己的服役軍籍，傑克·阿爾科特試圖掩蓋說謊，但艾莉絲已對他產生懷疑，兩人大打出手，艾莉絲被擒，這時傑克·阿爾科特露出本來的面目，他也是恐怖組織的人。傑克·阿爾科特被前來幫忙的平民開槍打中，最後被路人的狗咬死。她和英國安全局合作打算與恐怖份子接頭，並更改指內容，但所有組員都被出賣差點全軍覆沒.雙方在湖邊爆發槍戰，艾莉絲的朋友也因此被殺害。
恐怖組織在體育館安裝病毒炸彈，原來她的負責人埃里克·拉奇就是內鬼，艾莉絲差點被推下樓，但在炸彈倒數3秒，成功搶下控制炸彈的按鈕，阻止恐怖攻擊。

## 演員
- 歐蜜·瑞佩斯[3] 飾演  艾莉絲·瑞辛
- 奥兰多·布鲁姆[4] 飾演  傑克·阿爾科特
- 邁克爾·道格拉斯 飾演 埃里克·拉奇
- 約翰·馬可維奇[5] 飾演 鮑勃·亨特
- 阿克夏·庫馬  飾演 薩利姆
- 布萊恩·卡斯佩 飾演 羅沐雷
- 李·尼可拉斯·哈里斯 飾演 警察（編號492）
- 潔西卡·布恩 飾演 羅沐雷的助手
- 羅非洛・迪格托勒 飾演 佩爾

## 製作
導演麥可艾普特是詹姆士·龐德系列電影的前導演，拍攝地點包括英國倫敦、捷克布拉格。2014年11月3日  ,《全面封鎖》開始在捷克進行了七周的拍攝，在捷克的部分取景地點包括：馬內斯橋、里夫諾邊卡建築（Zivnobanka building）、護城河街（Na Prikopech stree）、昂内维尔公園（Pruhonice Park）、Stvanice（伏爾塔瓦河的島嶼）、格列博卡公寓（Grebovka Residence）、布拉格機場和製片公司（Barrandov Studios）。

## 發行
該片於2017年4月24日在義大利Bif&st-Bari國際電影節首映，隨後陸續在俄羅斯、馬來西亞、新加坡、英國、美國...等全球共22個國上映。。台灣上映日期為2017年6月16日。

### 評價
爛番茄上根據，持有24%的新鮮度，平均得分為4.2/10

#### 票房
英國首周票房$335,521

## 外部連結
- 互联网电影数据库（IMDb）上《Unlocked》的资料（英文）（英文）
- 爛番茄上《全面封鎖》的資料（英文）
- 開眼電影網上《全面封鎖》的資料（繁體中文）